# Egghead
Egghead — Cabeza de Huevo en España—  es el nombre de dos personajes que aparecen en los cómics estadounidenses publicados por Marvel Comics.
La encarnación de Elihas Starr ha hecho varias apariciones animadas y fue interpretado en vivo por Michael Cerveris en la película del Universo cinematográfico de Marvel Ant-Man and the Wasp (2018).

## Historial de publicaciones
El original apareció por primera vez en Tales to Astonish #38 y fue creado por Stan Lee, Jack Kirby y Larry Lieber.
La segunda encarnación del personaje apareció por primera vez en Dark Reign: Young Avengers # 1 y fue creada por Paul Cornell y Mark Brooks.

## Biografía

### Elihas Starr
Elihas Starr nació en Queens, Nueva York. Un talentoso científico atómico de investigación gubernamental con una cabeza en forma de huevo, Starr fue despedido por espionaje y resolvió usar su intelecto como un cerebro criminal. Él recibió una humillante derrota inicial por parte de Ant-Man (Hank Pym) cuando creó un dispositivo para comunicarse con las hormigas y trató de convencerlas de traicionar a Ant-Man llevándolo a una trampa de papel para volar.Ant-Man lo engañó haciéndole creer que las hormigas lo habían traicionado antes de revelar que las hormigas eran sus amigas y que nunca se volverían contra él. Egghead más tarde capturó al Wasp para tratar de atraer a Hank a una trampa que involucraba varias criaturas, incluyendo una iguana y un oso hormiguero, pero esto falló. Egghead dividió sus años restantes entre la conquista mundial intentada y la venganza de Pym, escondiéndose a menudo en la sección de Bowery, Manhattan en el medio.
Egghead se alió con el Pensador Loco y el Amo de las Marionetas en un plan para usar un satélite láser para chantajear al gobierno de los Estados Unidos. Él causó la muerte de Barney Barton, hermano de Hawkeye, que estaba ayudando a los Vengadores, contrató al Espadachín para secuestrar a Henry Pym, y luchó contra Clint Barton que había adoptado recientemente la identidad previa de Pym de Goliat.
Egghead más tarde secuestró a su sobrina, Trish Starr, para probar un dispositivo que le permitió robar la inteligencia de otras personas, y terminó peleando contra Henry Pym, como Ant-Man nuevamente. Más tarde causaría que su auto explotara, haciendo que perdiera un brazo. Luego formó el segundo de Emisarios del Mal en un intento de obtener la posesión del artefacto místico Star de Capistan. Este equipo consistía de él mismo, Rhino, Solarr y el Hombre de Cobalto. Egghead y los Emisarios lucharon contra los Defensores. Egghead también luchó contra Spider-Man en varias ocasiones.
Egghead estaba obsesionado con Hank Pym y diseñó su desgracia. Egghead se acercó a Pym, que estaba operando como Yellowjacket en ese momento, con un brazo protésico que deseaba darle a Trish para enmendar sus acciones anteriores. Después de que se instaló el brazo, Egghead le informó a Pym que el brazo contenía una bomba que sería detonada a menos que Pym obedeciera las órdenes de Egghead. Egghead hizo que Pym intentara robar un tesoro nacional de adamantium, y Pym fue atrapado y arrestado por los Vengadores. Con Pym aparentemente fuera del camino, Egghead formó el tercer Maestros del Mal como parte de un complot contra los Vengadores.
Egghead luego envió a su Maestros del Mal para secuestrar a Pym de su juicio, haciendo que pareciera como si el mismo Pym hubiera organizado su rescate. El intento fue exitoso y Egghead le indicó a Pym que construyera un dispositivo antienvejecimiento. Posteriormente, Pym incitó a Egghead a dejar que probara la máquina él mismo. Sin embargo, el dispositivo resultó ser un sistema de armas, y él solo derrotó a los Maestros reunidos. Los Vengadores llegaron demasiado tarde para ser de ayuda, pero Hawkeye llegó al laboratorio a tiempo para ver al derrotado Egghead a punto de dispararle a Hank en la espalda por despecho con su pistola de energía. Hawkeye disparó una flecha en el cañón de la pistola de Egghead. El arma falló, causando una explosión accidental de la pistola de energía que mató a Egghead, vengando la muerte del hermano de Hawkeye en manos de Egghead hace años.Días después, Pym y Trish esparcieron sus cenizas en una ceremonia privada.
Arnim Zola más tarde creó una protuberancia de Egghead como parte de Corpse Corps. Deadpool luchó y mató a la proto-cáscara Egghead, que luego tuvo un pequeño pájaro que salió de su cráneo.
En Fall of the Hulks: Alpha, un flashback demostró que Egghead era miembro de la Inteligencia.
Egghead más tarde apareció vivo gracias a un "suero Rejuvetech" que se utilizó en él. Estaba detrás de los AIV que el técnico informático Raz Malhotra activó al colocarle una anulación neuronal. Las actividades de Egghead llamaron la atención de Hank Pym (en su alias de Giant-Man) y Ant-Man. Después de liberarse de la anulación de los nervios, Raz apaga los AIV y Egghead es noqueado por Hank Pym.
Egghead es luego contratado por Darren Cross para trabajar para Empresas Tecnológicas Cross. Para ayudar a Cross a controlar sus habilidades relacionadas con Partículas Pym, Egghead crea la armadura Yellowjacket para que se la ponga. Egghead luego acompaña a Cross y Crossfire para atacar a Scott Lang en su juicio.

### Robot
Aparece un nuevo Egghead como miembro de los nuevos Jóvenes Vengadores. Esta versión es un robot. Aunque su programación original era "respetar toda la vida humana", una mujer neonazi llamada Big Zero (que parece tener una relación con este Egghead) lo reprogramó para odiar a varias minorías.
Egghead II fue reclutado más tarde por el villano Zodiac (que era el benefactor de los Jóvenes Maestros) para unirse a su ejército.
En las páginas de Avengers Undercover, Egghead II estaba con los Jóvenes Maestros cuando se los ve en Bagalia como miembros de Maestros del Mal.
Durante el evento "Iron Man 2020", Egghead fue visto como miembro del Ejército de I.A.

## Poderes y habilidades
Aunque no tenía poderes sobrehumanos propios, el genio nivel de intelecto de Egghead lo convirtió en un enemigo formidable. Era particularmente hábil en los campos de la robótica y la ingeniería, y podía absorber nuevas ideas y conocimientos a un ritmo aparentemente sobrehumano. Tenía una licenciatura en ciencias atómicas y un amplio conocimiento en una amplia variedad de disciplinas científicas y tecnológicas. Starr diseñó una amplia variedad de armas sofisticadas y parafernalia tecnológica.
A partir de Dark Reign: Young Avengers # 1, los poderes de Egghead II no han sido completamente revelados. Hasta ahora ha demostrado la capacidad de volar y el poder de pasar su mano a través del cráneo de una persona.

## En otros medios

### Televisión
- Cabeza de Huevo apareció en The Avengers: United They Stand, con la voz de Robert Latimer. En el episodio "La venganza del Huevo Corriente", un disfrazado de piernas largas de payaso (cabeza de huevo) manipulado por Hank Pym de "partículas Pym" en un desfile del Día de Acción de Gracias, soplando burbujas especiales mientras Pym estaba luchando una llevados ante la flotación de los dinosaurios vida. Cuando llega a Mansión de los Vengadores con la prensa, Cerebrito utiliza una contramedida para restaurar la altura que le corresponde de Giant-Man, pero más tarde causó Pym que se encoja. Mientras que la Avispa se queda atrás para vigilar a Ant-Man, el otro Vengadores caza cabeza de huevo. Después de la Bruja Escarlata desactiva el sistema de seguridad alrededor de la casa de cabeza de huevo, los otros Vengadores lograron aprehender cabeza de huevo y llevarlo ante la Mansión de los Vengadores. Cuando el Hombre Hormiga fue curado por la Avispa, Cerebrito se pulverizó su propio suero con una vida media Partículas Pym que lo dejarán pequeñas durante unas horas. Hawkeye logra atrapar cabeza de huevo en un frasco y le dan a los agentes de policía que llegan como el bruja escarlata les da la confesión grabada de cabeza de huevo.
- Cabeza de Huevo aparece en The Super Hero Squad Show, con la voz de Wayne Knight.[27] En el episodio "El Bosque Verde", el Doctor Doom asigna cabeza de huevo para ayudar a entrar en el Helicarrier en la vaina disminución de cabeza de huevo después de MODOK y Abominación hasta la reciente fractal del Infinito en recuperación. En el episodio "Elección del Mal", se ejecuta en la elección contra el Alcalde de la ciudad de superhéroe y se impone el uso de un dispositivo de control mental oculto en su corbata. A continuación, establece las reglas que terminan causando problemas a los superhéroes. Doctor Doom dice Cabeza de Huevo para trabajar en los proyectos de ley que abrirán la puerta a Villainville solo para ser derrotado por Wolverine. En el episodio "Too Many Wolverines", Cabeza de Huevo ha estado utilizando base abandonada de Doctor Doom para hacer clones de Wolverine y su envío a la ciudad. Él trató de secuestrar a Reptil y Firestar y el profesor de ciencias Profesor Wyndham (que también era un experto en ADN) solo para ser frustrado en su intento por Reptil y Firestar. Al ser unido por Wolverine, Reptil y Firestar encontrar el escondite de cabeza de huevo y luchar contra los clones mutados de Wolverine que Cerebrito desata en ellos. Después de que Reptil y Firestar presionen un botón que destruye los clones de Wolverine, ayudan a Wolverine a atrapar a Egghead.
- Cabeza de Huevo aparece en Avengers Assemble, con la voz de Yuri Lowenthal.[28]
  - En la segunda temporada, el episodio "Espectros", se mencionó que fue uno de los villanos que Scott Lang vendió para algunas tecnologías.
  - En la tercera temporada, el episodio "Ant-Man en la Pantalla Grande", Elihas Starr es representado como un jefe de utilería descontento que fue despedido debido a los apoyos que hizo eran demasiado peligrosas. Además, Elihas es considerado como Cabeza de Huevo para ser un insulto. Ant-Man, Viuda Negra, Hawkeye y tropiezan en su plan para interrumpir la producción de "Ant-Man y los Venganzores" con trajes de robots sensibles y sensibles Trajes de hombres lava. En un estudio abandonado donde sus cheques fueron enviados, luchó contra Ant-Man, Viuda Negra, Hawkeye y dentro de un exo-traje en forma de huevo con las manos en forma de cabezal de pollo a la vez que el despliegue de las versiones del piloto automático de todo en Los Ángeles. Con la ayuda de la Viuda Negra, Ant-Man se metió en el exo-traje y derrotando a Cabeza de Huevo suficiente para desactivar los pilotos automáticos exo-trajes. Cabeza de Huevo es arrestado por la policía.

### Películas
- Elihas Starr aparece en Avengers Confidential: Black Widow & Punisher, interpretado por Hiroki Tōchi en la versión japonesa y por Grant George en el doblaje en inglés. En la película, él era un excientífico de S.H.I.E.L.D. e interés amoroso de Black Widow esta versión funciona para Leviathan. Elihas logró crear un ejército de súper soldados con el cerebro lavado a través de la sangre de algunos miembros de los Vengadores.
- Elihas Starr aparece en los flashbacks de la película del Universo cinematográfico de Marvel Ant-Man and the Wasp (2018), interpretado por Michael Cerveris.[29] Esta versión fue un científico de S.H.I.E.L.D. y colega de Hank Pym y Bill Foster. Después de ser despedido por el primero, Starr robó tecnología para crear un portal al Reino Cuántico para redimir su reputación científica y trajo a su esposa Catherine (interpretada por Riann Steele) y su hija Ava (interpretada por RaeLynn Bratten) con él como apoyo. Sin embargo, el portal funcionó mal, matando a Elihas y Catherine en la explosión resultante, mientras que Ava sufrió un "desequilibrio molecular", que finalmente la llevó a convertirse en la Fantasma.

### Videojuegos
Egghead aparece como un personaje jugable en Lego Marvel Vengadores.

### Cómics de periódicos
A partir de julio de 2016 y terminando en noviembre de ese año, The Amazing Spider-Man, tira cómica de Stan Lee, Larry Leiber y Alex Saviuk presentó una historia que involucra a Elihas Starr Egghead, en la que se convierte en el 51% propietario del Daily Bugle, habiéndose casado con la hermana de J. Jonah Jameson, sin el conocimiento de JJJ, y heredó su parte después de su muerte.